# Mladosť Żylina
Mladosť Żylina – słowacki klub szachowy z siedzibą w Żylinie, mistrz kraju z 2020 roku.

## Historia
Klub został założony w 1985 roku. W 2006 roku zadebiutował w Extralidze, jednak w sezonie 2006/2007 zajął ostatnie miejsce i spadł z ligi. Do Extraligi Mladosť powróciła na sezon 2009/2010, w którym ponownie spadła. W najwyższej lidze słowackiej zespół powrócił w sezonie 2018/2019, zajmując wówczas ósme miejsce. W 2020 roku klub zdobył mistrzostwo Słowacji. Skład zespołu stanowili wówczas m.in. Zbyněk Hráček, Jerguš Pecháč, Jan Bernášek, Marián Jurčík, Tomáš Petrík i Juraj Druska. Sezon 2021/2022 Mladosť zakończyła na czwartej pozycji, natomiast w 2023 roku spadła z ligi. Następnie klub przystąpił do rozgrywek 2. ligi.